# Paul Penhoët
Paul Penhoët (* 28. Dezember 2001 in Clamart) ist ein französischer Radrennfahrer.

## Sportlicher Werdegang
Mit dem Radsport begann Penhoët im Alter von acht Jahren. Er war zunächst auf der Straße aktiv, versuchte sich aber auch im Mountainbikesport und Cyclocross. Mit dem Wechsel in die U17 entdeckte er den Bahnradsport für sich und erzielte hier die ersten Erfolge. In seinem ersten Jahr bei den Junioren schaffte er es bis zu den UCI-Bahn-Weltmeisterschaften der Junioren 2018, wo er im Madison den sechsten Platz belegte. Seine Lieblingsdisziplin blieb jedoch der Straßenradsport, dem er sich in seinem zweiten Jahr bei den Junioren wieder zuwandte. Er wurde Mitglied der Nationalmannschaft und belegte beim Course de la Paix Juniors nacheinander den 2., 3. und 4. Platz und verpasste das Grüne Trikot nur um einen Punkt.
Nach den Wechsel in die U23 wurde Penhoët zur Saison 2020 Mitglied in der Equipe continentale Groupama-FDJ. 2021 erzielte er bei der Tour d’Eure-et-Loir seine ersten Erfolge auf der UCI Europe Tour. Zudem gewann er im UCI Nations’ Cup U23 eine Etappe der Étoile d’Or. In der Saison 2022 gewann er neben einer Etappe der Tour de Normandie die Goldmedaille bei den Mittelmeerspielen.
Im August 2022 wurde Penhoët vom Nachwuchsteam in das UCI WorldTeam von Groupama-FDJ übernommen. Die ersten Erfolge für das Team waren 2023 der Sieg bei der Tour du Finistère und einen Etappenerfolg bei der Tour Poitou-Charentes en Nouvelle-Aquitaine. Insgesamt fiel er durch konstante Leistungen über die gesamte Saison auf: an 28 Tagen seiner 60 Renntage kam er unter die Top 10 der Tageswertung. 2024 blieb er ohne zählbaren Erfolg, verpasste aber mehrfach nur knapp einen Sieg, unter anderem als Zweiter bei Paris–Chauny sowie mit zweiten Etappenrängen bei den Vier Tagen von Dünkirchen, den Boucles de la Mayenne und der Tour Poitou-Charentes en Nouvelle-Aquitaine sowie zwei dritten Etappenrängen bei der Tour de Wallonie.

## Erfolge
2021
- eine Etappe Étoile d’Or
- Gesamtwertung, eine Etappe, Punktewertung und Nachwuchswertung Tour d’Eure-et-Loir

2022
- eine Etappe und Punktewertung Tour de Normandie
- Mittelmeerspiele – Straßenrennen

2023
- Tour du Finistère
- eine Etappe und Punktewertung Tour Poitou-Charentes en Nouvelle-Aquitaine

2024
- Nachwuchswertung Vier Tage von Dünkirchen

## Grand Tour-Platzierungen
| Grand Tour            | 2025 |
| --------------------- | ---- |
| Giro d’ItaliaGiro     | –    |
| Tour de FranceTour    | 111  |
| Vuelta a EspañaVuelta | …    |